# Пуњени парадајз
Пуњени парадајз је једно од бројних јела у којима се парадајз пуни састојцима, обично укључујући пиринач. 2017. прављење долме у Азербејџану је уврштено на УНЕСКО-ву листу нематеријалне културне баштине. 

## Имена
На разним језицима, назив јела дословно значи „пуњени парадајз“.  На другим местима назив наводи да јело садржи пиринач. 

## Припрема и састојци
У Турској се пуни јагњетином и пиринчем; остали састојци су црни лук, першун, маслиново уље, нана, црни бибер и со. У римском јелу, фил се традиционално прави само од пиринча и може се додатно зачинити циметом. 
У Прованси је уобичајено да се прави са млевеним месом, презлама и сиром.  У Ници се воће прво празни, а затим ароматизује филом од црног лука, белог лука, патлиџана, паприке, парадајз пиреа и мајчине душице.  